# Бунушки Чифлук
Бунушки Чифлук је насељено место града Лесковца у Јабланичком округу. Према попису из 2022. било је 483 становника.

## Етимологија
У Старој српској средњовековној држави Бунушки Чифлук није постојао као сеоско насеље. Ни под Турцима он није био село, већ велико имање неког Турчина, који је на њему имао своје момке — раднике. Имање је улазило у састав села Бунуше, па се зато и прозвало Бунушки Чифлук.

## Географија
Налази се на петнестак километара од Лесковца и око 2 km од села Радоњице.
Бунуша је важна раскрсница јер се пут у Бунуши дели на два дела. Први део иде ка вароши Вучје, а други према већем селу Мирошевцу.

### Положај села
Бунушки Чифлук се заселио на оном месту на коме се спајају путеви који из Лесковца иду ка Мирошевцу и Барју, и то један преко обе Јајине и други преко Вучја и Жабљана, на левој обали реке Ветернице. И ово село је чисто равничарско село, као што су то суседна села Радоњица на северу и Тодоровце на југу. Од Лесковца је удаљено око 14 километара, идући преко Јајине, а од Вучја око три километра.

### Хидрографија
Главна текућица која пролази поред овог села јесте река Ветерница. Терен на коме је село подигнуто је низак и изданске воде су блиске, што омогућује лако копање бунара, којима располаже свако домаћинство.

### Земља
Катастарски, Бунушки Чифлук се ни данас не сматра издвојеним селом које има катастарску општину, какав је случај са свим селима Поречја. У том погледу оно улази у састав Бунуше (и Горње и Доње) као један регион, као један јединствен атар. Као такав, овај регион или атар има укупно 906 хектара земље, од које површине пада на обрадиву земљу 501 хектар, на ливаде 39 хектара и на шуму 218 хектара. Земља Бунушког Чифлука и Бунуше носи ове називе: Ракино Трње („Била трњак, па га неки Рака први почеја да крчи"), Параспур, Шаварике, Суво дрво, Селиште - изнад Ботуњу, Вецкине ливаде, Букуровица (плодна земља), Станкова долина, Падина, Козарник, Бачевиште, Прогон, Липовац, Дупанов гроб, Жежнице, Брестар, Сушица, Менџике и Дркулке (њиве).

## Историја
Према казивањима мештана, у Бунушком Чифлуку су пронађени трагови неког старог насеља, изгледа из доба Римљана: из земље су вађене цигле великих размера, а нађен је и један мањи зељани суд пун сребрног новца, на ком је стојала и година ковања, отприлике 80. година нове ере. Није искључено да је на овом месту била нека римска станица на путу у правцу Мирошевца и Новог Брда, или неки кастел.
Хан не помиње Бунушки Чифлук као село, већ само Бунушу, а не наводи га каo село ни Милан Ћ. Милићевић, који је иначе забележио као село Накривањски Чифлук. То указује да је под Турцима и непосредно по њиховом одласку, Бунушки Чифлук био велики посед, дакле чифлук. Вероватно је пред крај турске власти био у власништву Исат-бега (Исмет-бега?), последњег господара села Бунуше, који је имао свој чардак-кућу у Горњој Бунуши. Исат-бег није станавао у Бунуши, већ у Барју, rде му се налазио харем. Пореклом је био Арбанас. У Бунуши, у њеrовој кући, живело је двадесетак наоружаних Арбанаса који су се старали за безбедност бегову и безбедност његове имовине.
На југу Бунушког Чифлука, на путу у правцу села Тодоровца, био је турски хан на месту званом Бегова крушка. Овај хан је служио путницима који су овим путем ишли на Мирошевце, Барје и даље кроз Ветерничку клисуру за Врање. Господар чифлука је на њему заселио као свога радника Коцу из Масурице. Тај Коца је родоначелник данашњег рода Дачини. Касније је исти чифлук-сахибија довео на чифлук као дечка Стојана Петковића Шупељкара, који је дотле радио на његовом кованлуку „Кас'мово". Вероватно је да је на чифлуку било и других радника — момака. Од тих радника на чифлуку, после одласка Турака, формирало се насеље Бунушки Чифлук који се, временом, оформио у село.
Пред крај турске власти, на купљеном имању од Исат-бега, подигнута је нова црква 1869. године, освећена од владике Нишког Калиника 3. новембра исте године.
Сигурно је да је подизање цркве, једне, за Поречје, монументалне грађевине оног времена, било одлучујући момент за просветно-културни развитак Поречја. Ускоро је, у порти ове цркве, основана и прва основна школа овога краја, која је била манастирског типа. Било је то три rодине пoсле освећења цркве, дакле 1872. године. После ослобођења од Турака, 1882. године, основна школа манастирског система претворена је у основу школу световног типа. То је била прва оваква школа у целом Поречју и за доста дуго време и једина основна школа у овом региону. Прва генерација ученика бројала је 120 дечака, а први световни учитељ је био Аћим Чавдаревић, који је у Бунушки Чифлук дошао из околине Куманова.
Када се после ослобођења од Турака почела организовати општинска самоуправа, за центар прве општине у Поречју изабран је, због погодних саобраћајних веза и централног положаја насеља, Бунушки Чифлук. После образовања општине, Бунушки Чифлук је постао управни, школски и верски центар Поречја, па су се људи стали у њему насељавати. У селу су подигнуте кафане и друге радње. Све је указивало на то да ће Бунушки Чифлук, као и Стројковце, прерасти у највеће и најважније насеље овог дела Поречја. Општини бунушкој припало је чак и село Вучје, иако је одувек било, по броју становника, највеће насеље у Поречју.

## Демографија
У насељу Бунушки Чифлук живи 400 пунолетних становника, а просечна старост становништва износи 39,4 година (38,3 код мушкараца и 40,7 код жена). У насељу има 143 домаћинства, а просечан број чланова по домаћинству је 3,53.
Ово насеље је великим делом насељено Србима (према попису из 2002. године).
|             | \| Демографија[2] \| Демографија[2] \| Демографија[2] \| \| Година \| Становника \| Становника \| \| -------------- \| -------------- \| -------------- \| \| 1948. \| 193 \| \| \| 1953. \| 212 \| \| \| 1961. \| 231 \| \| \| 1971. \| 439 \| \| \| 1981. \| 461 \| \| \| 1991. \| 521 \| 510 \| \| 2002. \| 505 \| 536 \| \| 2011. \| 479 \| \| \| 2022. \| 483 \| \| |            |
| Демографија | |            |
| Година      | Становника | Становника |
| 1948.       | 193 |            |
| 1953.       | 212 |            |
| 1961.       | 231 |            |
| 1971.       | 439 |            |
| 1981.       | 461 |            |
| 1991.       | 521 | 510        |
| 2002.       | 505 | 536        |
| 2011.       | 479 |            |
| 2022.       | 483 |            |

| Етнички састав према попису из 2002.‍ | Етнички састав према попису из 2002.‍ | Етнички састав према попису из 2002.‍ | Етнички састав према попису из 2002.‍ | Етнички састав према попису из 2002.‍ |
| ------------------------------------ | ------------------------------------ | ------------------------------------ | ------------------------------------ | ------------------------------------ |
|                                      |                                      |                                      |                                      |                                      |
| Срби                                 | Срби                                 |                                      | 501                                  | 99,20%                               |
| Црногорци                            | Црногорци                            |                                      | 1                                    | 0,19%                                |
| Мађари                               | Мађари                               |                                      | 1                                    | 0,19%                                |
| Бугари                               | Бугари                               |                                      | 1                                    | 0,19%                                |
| непознато                            | непознато                            |                                      | 1                                    | 0,19%                                |

| Година пописа     | 1948. | 1953. | 1961. | 1971. | 1981. | 1991. | 2002. |
| ----------------- | ----- | ----- | ----- | ----- | ----- | ----- | ----- |
| Број домаћинстава | 30    | 33    | 43    | 99    | 113   | 130   | 143   |

| Број чланова      | 1  | 2  | 3  | 4  | 5  | 6  | 7 | 8 | 9 | 10 и више | Просек |
| ----------------- | -- | -- | -- | -- | -- | -- | - | - | - | --------- | ------ |
| Број домаћинстава | 24 | 28 | 18 | 28 | 19 | 19 | 6 | 1 | 0 | 0         | 3,53   |

| Пол    | Укупно | Неожењен/Неудата | Ожењен/Удата | Удовац/Удовица | Разведен/Разведена | Непознато |
| ------ | ------ | ---------------- | ------------ | -------------- | ------------------ | --------- |
| Мушки  | 214    | 61               | 133          | 14             | 6                  | 0         |
| Женски | 204    | 33               | 137          | 32             | 2                  | 0         |
| УКУПНО | 418    | 94               | 270          | 46             | 8                  | 0         |

| Пол    | Укупно                    | Пољопривреда, лов и шумарство | Рибарство                            | Вађење руде и камена | Прерађивачка индустрија       |
| ------ | ------------------------- | ----------------------------- | ------------------------------------ | -------------------- | ----------------------------- |
| Мушки  | 119                       | 36                            | 0                                    | 0                    | 42                            |
| Женски | 57                        | 13                            | 0                                    | 0                    | 25                            |
| УКУПНО | 176                       | 49                            | 0                                    | 0                    | 67                            |
| Пол    | Производња и снабдевање   | Грађевинарство                | Трговина                             | Хотели и ресторани   | Саобраћај, складиштење и везе |
| Мушки  | 3                         | 4                             | 7                                    | 1                    | 3                             |
| Женски | 0                         | 0                             | 4                                    | 2                    | 0                             |
| УКУПНО | 3                         | 4                             | 11                                   | 3                    | 3                             |
| Пол    | Финансијско посредовање   | Некретнине                    | Државна управа и одбрана             | Образовање           | Здравствени и социјални рад   |
| Мушки  | 0                         | 0                             | 8                                    | 6                    | 1                             |
| Женски | 0                         | 1                             | 0                                    | 3                    | 6                             |
| УКУПНО | 0                         | 1                             | 8                                    | 9                    | 7                             |
| Пол    | Остале услужне активности | Приватна домаћинства          | Екстериторијалне организације и тела | Непознато            | Непознато                     |
| Мушки  | 2                         | 0                             | 0                                    | 6                    | 6                             |
| Женски | 0                         | 0                             | 0                                    | 3                    | 3                             |
| УКУПНО | 2                         | 0                             | 0                                    | 9                    | 9                             |

## Саобраћај
Слично селу Стројковцу, и Бунушки Чифлук је велика и важна раскрсница путева који просецају Поречје. За регион јужног дела Поречја, он је чак и већи саобраћајни чвор и од самог Стројковца. У Бунушком Чифлуку се укрштају следећи путеви: Лесковац—Јајина—Бунушки Чифлук— Мирошевце, затим Вучје—Жабљане—Бунушки Чифлук; онда Стројковце—Радоњица—Бунушки Чифлук. Најзад, из Бунушког Чифлука води пут за село Бунушу. Централни положај овог села, у односу на друга сеоска насеља у Поречју, учинио је ово село раскрсницом путева, а ти путеви, с друге стране, допринели су развоју села у популационом, административном и културном погледу.

## Култура и образовање
По школском извештају из 1878. године ту (у "Буњушу") је радила мушка школа. Импровизована је у црквеној кући, у повећој просторији са скамијама. Издржава је месна црква и прилози појединаца. Предавање је "црквенско" без разреда. Учитељ из Лесковца учи 25 ђака. У Бунушком Чифлуку је смештено истурено одељење основне школе Бора Станковић из Вучја. Поред основне школе, у селу се налази и обданиште за предшколске узрасте, здравствени дом, Црква Светог Ђорђа и млин.
У селу се налази и споменик подигнут страдалима у Првом и Другом светском рату.